# Ardisia neonobotrys
Ardisia neonobotrys là một loài thực vật có hoa trong họ Anh thảo. Loài này được K.Schum. mô tả khoa học đầu tiên năm 1905.